# Transmisión manual

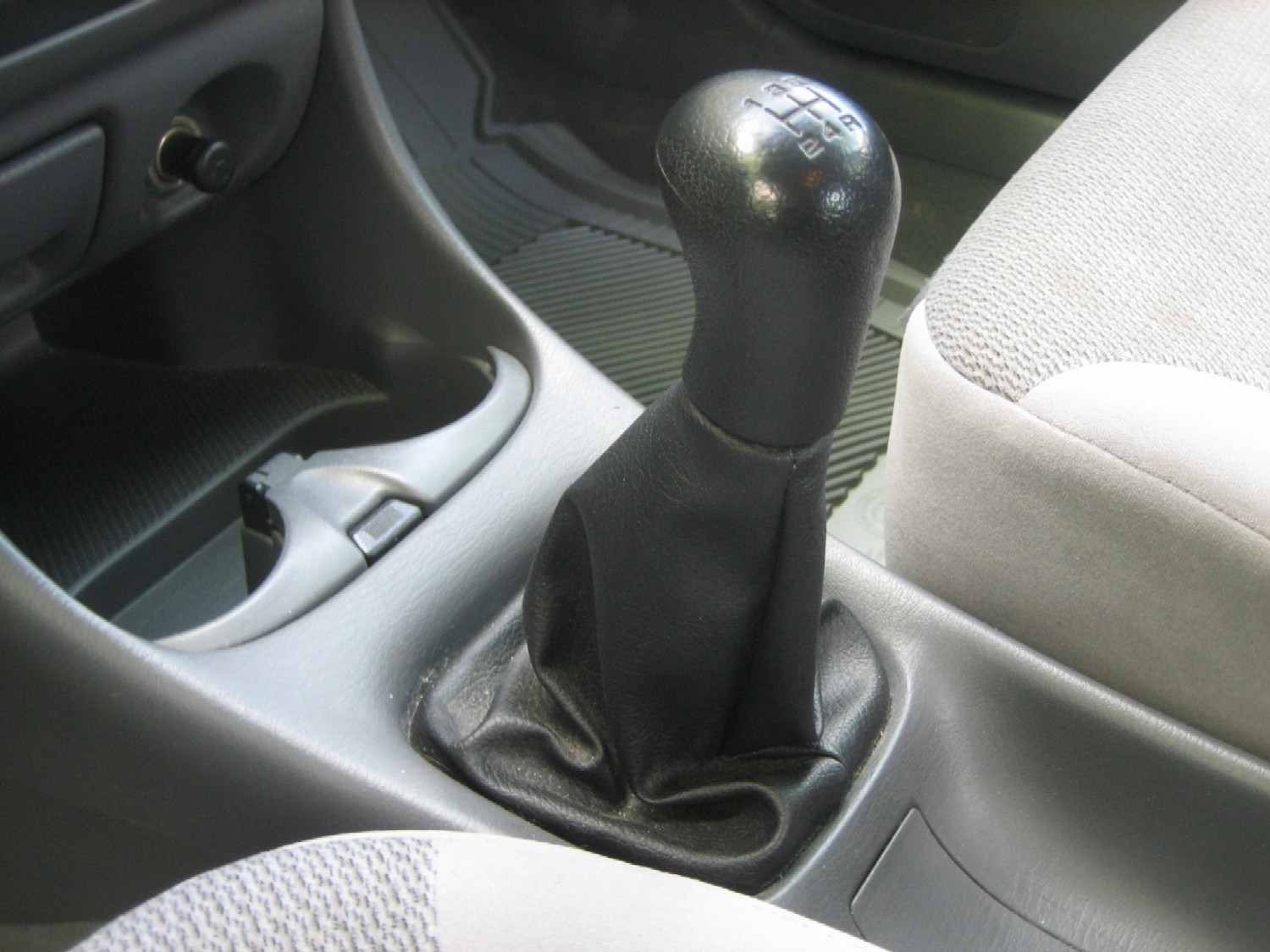
Una palanca de cambios montada en el piso en un coche de pasajeros moderno con una transmisión manual.

Animación del funcionamiento de una transmisión manual.

Una transmisión manual o mecánica es una caja de cambios que no puede alterar la relación de cambio por sí sola, requiriendo la intervención del conductor para hacer esto. Por lo tanto, se diferencia de una transmisión automática en que esta última sí puede cambiar de marcha de forma autónoma.
Antiguamente, un automóvil con caja de cambios automática solían tener peores prestaciones y consumos que uno con caja de cambios manual. En la actualidad, algunos tipos de cajas de cambios automáticas han logrado valores de consumo destacados, aunque las cajas automáticas basadas en convertidor hidráulico de par no superan la velocidad de cambio de una caja manual.
A lo largo de la década de 1980, los modelos de automóviles pasaron a incorporar cajas manuales de cinco cambios (en la década de 1990, solo los automóviles de bajo costo o del segmento A tenían cajas de cuatro marchas). En la última década, los modelos de alta gama, en particular aquellos equipados con un motor diésel, pasaron a incorporar una sexta marcha para poder circular en autopista con el motor a bajo régimen y, por tanto, con consumos menores.
Para efectuar el cambio de marchas, es necesario oprimir siempre el pedal de embrague hasta el final de su recorrido de modo que la transmisión se desconecte del motor y así se eviten daños a la misma, además de facilitar el movimiento de la palanca (la cual siempre posee forma de pomo, rara vez se observa en forma de T). Es bueno señalar que la palanca casi siempre está en el piso del vehículo, aun cuando hay casos donde se ubica en el panel de instrumentos o en la caña del volante como en el vehículo Renault 16.
Es en los camiones pesados y tractocamiones donde estas transmisiones tienen un uso mayoritario debido a su eficiencia de arranque para cargar o arrastrar un peso a determinada velocidad, acompañado de apoyos como un motor eléctrico junto a un convertidor de par denominado dual, así como un freno motor que puede evitar daños a la transmisión en paradas bruscas.
Los autobuses interurbanos también equipan esta transmisión en relación igualitaria a los camiones, pese a que en algunos autobuses urbanos todavía se pueden encontrar transmisiones manuales de tipo sincronizado, las cuales no requieren de un dispositivo dual, conservando la misma manera de engranar las relaciones de velocidad similares a las de un automóvil común. Algunos modelos de autobuses deben usar el dispositivo dual debido a la cobertura de rutas con topografía difícil, mientras que otros, gracias al diseño del motor y transmisión, pueden prescindir de usar el dispositivo dual.
En Venezuela, a este tipo de vehículos se les suele llamar popularmente sincrónicos.

## Synchromesh

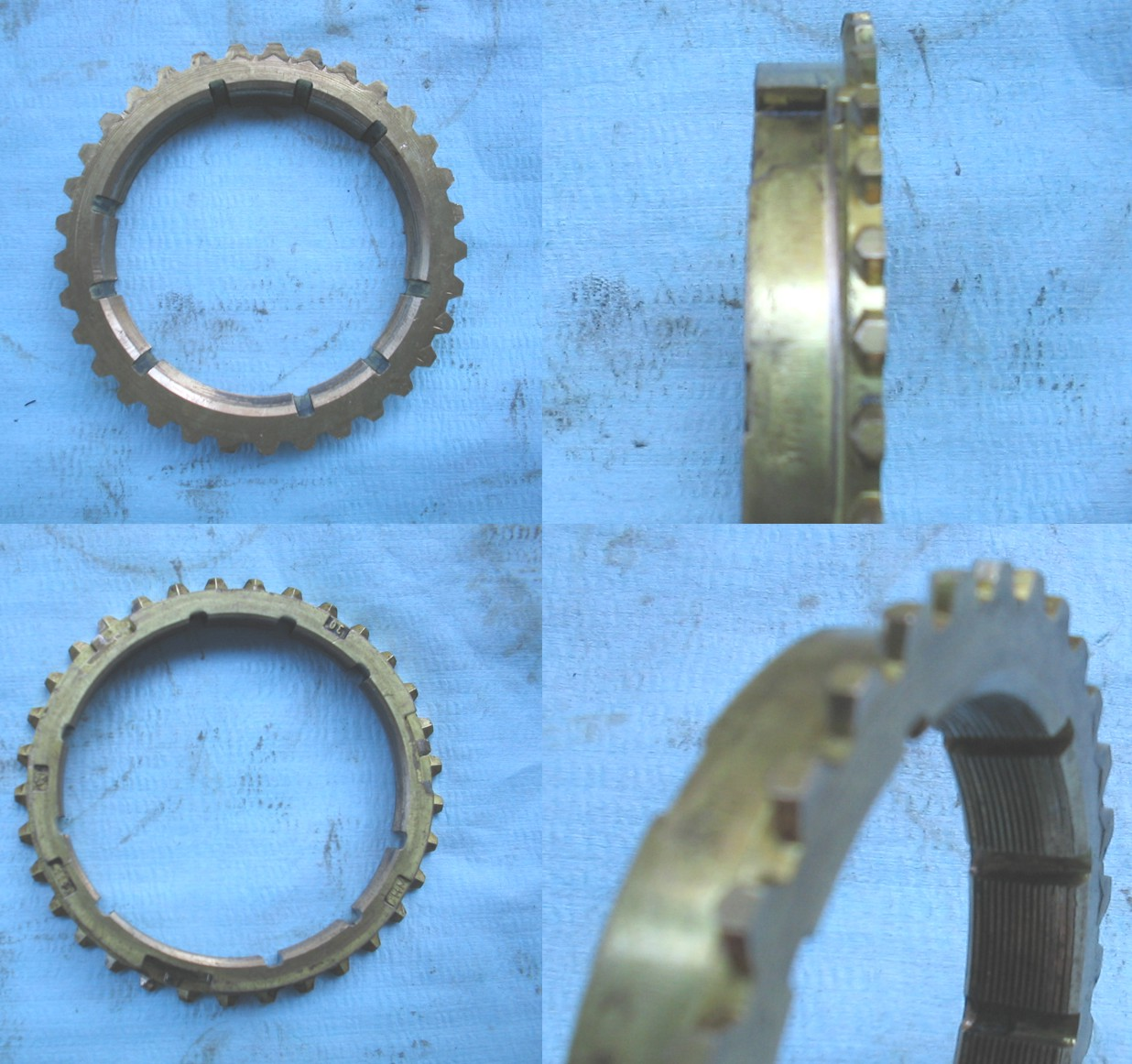
Partes de transmisión Synchromesh.

La transmisión Synchromesh fue inventada en 1919 por Earl Avery Thompson e introducida por Cadillac en 1928. Si los dientes de perro hacen contacto con el engranaje, pero las dos partes están girando a diferentes velocidades, los dientes no se engancharán y se escuchará un fuerte sonido de rechinar cuando se juntan. Por esta razón, un embrague de empuje moderno en un automóvil tiene un mecanismo sincronizador o synchromesh, que consiste en un embrague cónico y un anillo de bloqueo. Antes de que los dientes puedan engancharse, el embrague cónico se engancha primero, lo que lleva el selector y el engranaje a la misma velocidad mediante fricción. Hasta que se produzca la sincronización, se impide que los dientes entren en contacto, ya que un anillo bloqueador (o baulk) impide el movimiento adicional del selector. Cuando se produce la sincronización, se alivia la fricción en el anillo bloqueador y se retuerce ligeramente, alineando ciertas ranuras o muescas que permiten un mayor paso del selector que une los dientes. El diseño exacto del sincronizador varía entre los fabricantes.
El sincronizador tiene que superar el impulso de todo el eje de entrada y el disco de embrague cuando está cambiando las rpm del eje para que coincida con la nueva relación de transmisión. Puede ser forzado por la exposición al impulso y a la potencia del motor, que es lo que sucede cuando se intenta seleccionar una marcha sin desconectar completamente el embrague. Esto causa un desgaste adicional en los anillos y las mangas, lo que reduce su vida útil. Cuando un conductor intenta "igualar las revoluciones" en una transmisión sincronizada para forzarla a engranar sin usar el embrague, el sincronizador compensará cualquier discrepancia en RPM. El éxito al enganchar el engranaje sin embragar, puede engañar al conductor para que piense que las RPM del eje intermedio y la transmisión en realidad coinciden exactamente. Sin embargo, aproximar que las revoluciones se igualen mediante la operación conocida como doble embrague, puede disminuir la diferencia en la velocidad de rotación entre el árbol de transmisión y el eje del engranaje de transmisión, y por lo tanto, disminuye el desgaste del sincronizador.
Los anillos de sincronización están hechos de metal y pueden estar provistos de recubrimientos anti desgaste llamados forros de fricción. Los metales comunes para los anillos sincronizadores son latón y acero. Los revestimientos generalmente consisten en molibdeno, hierro, bronce o carbono. Los anillos de sincronización se producen por conformación masiva (forja común) o conformación de chapa. Esto último implica el estampado de la pieza en bruto de una tira de chapa y el mecanizado posterior con herramientas compuestas de seguimiento o herramientas de transferencia. Un revestimiento de fricción generalmente consiste en molibdeno salpicado térmicamente. Alternativamente, se pueden usar capas de fricción de sinterizado de hierro o bronce. Los anillos sincronizadores recubiertos de carbono son particularmente resistentes al desgaste y ofrecen un comportamiento de fricción muy bueno. Debido a su precio más alto, estos están reservados para transmisiones de alto rendimiento.
Las transmisiones con componentes sincronizadores de latón generalmente no son adecuadas para usar con el aceite de especificación GL-5, a menos que el fabricante indique específicamente que los aditivos de presión extrema (EP) en el aceite son corrosivos para los componentes de latón y bronce a altas temperaturas y disminuyen la efectividad del sincronizador a temperaturas bajas. Los aditivos en el aceite GL-5 también causan daños físicos a los sincronizadores de latón, ya que los aditivos EP se adhieren más fuertemente al latón que el latón a sí mismo, lo que hace que una pequeña capa de latón se desgaste con cada cambio de marcha. En cambio, el aceite que cumpla solamente con la especificación GL-4 debe usarse siempre que sea posible.